# Villa Palmieri
(Giovanni Boccaccio, Decameron, introduzione alla Terza Giornata)

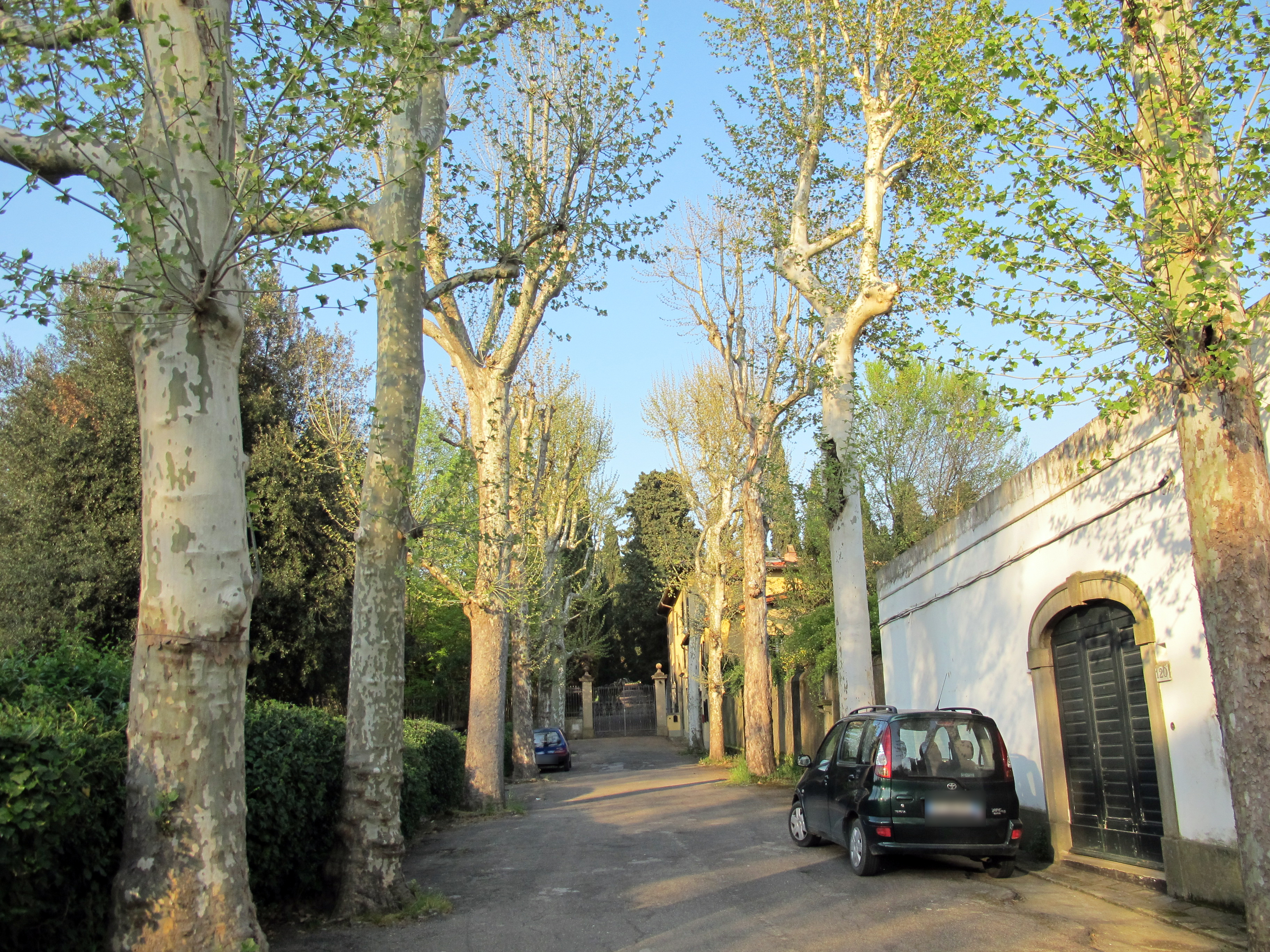
Ingresso alla villa

Villa Palmieri si trova in via Giovanni Boccaccio a Firenze.

## Storia e descrizione
La villa esiste fin dal XIV secolo e apparteneva in origine alla famiglia Fini, che nel 1454 la cedette a Matteo di Marco Palmieri, la cui famiglia diede il nome alla tenuta. Nel 1697 Palmiero Palmieri iniziò una ristrutturazione della tenuta, creando una terrazza verso sud, un loggiato a cinque arcate e le scalinate curvate ("a tenaglia") che conducono al giardino dei limoni. In un controverso restauro del dopoguerra sono andate perdute le decorazioni barocche che ornavano la facciata.
Nel 1760 fu acquistata dal terzo conte Cowper e, successivamente, dal conte inglese di Crawford e Belcaress (1847) che iniziò una ristrutturazione del giardino per creare un parco all'inglese con numerose piante esotiche, architetture a effetto (come la splendida vasca chiamata Fonte dei tre visi) e una cappellina in stile neo-barocco.
Oggi la parte più antica rimasta è il giardino dei limoni, caratterizzato dal disegno geometrico delle aiuole recintate da siepi di bosso dove nella stagione calda vengono sistemati, in posizioni simmetriche attorno alla fontana circolare, gli orci di terracotta contenenti le piante di agrumi. L'antichità della sistemazione è anche testimoniata da un'incisione settecentesca di Giuseppe Zocchi. Su alcuni alberi sono applicate delle targhe che ricordano i soggiorni della Regina Vittoria d'Inghilterra durante la sua visita a Firenze sul finire dell'Ottocento.
A differenza della Gamberaia", ha osservato Georgina Masson, "Villa Palmieri ha risentito del fatto di essere stata un "luogo di spettacolo" e delle modifiche apportate da molti proprietari per adattarsi alle mode del momento, cosicché è rimasto ben poco del suo carattere originale". Oggi le parti più antiche rimaste di Villa Palmieri sono il giardino geometrico ovale di limoni, disposti nella stagione calda attorno alla vasca circolare centrale, a sua volta incorniciata da pennacchi quadrangolari, il tutto incorniciato da una bassa siepe di bosso tagliata, secondo un'incisione settecentesca di Giuseppe Zocchi che raffigura questo spazio del giardino. La terrazza superiore si appoggia sulle volte della limonaia, smaltata nell'Ottocento, dove gli alberi di limone erano protetti dalle occasionali gelate. Alcune etichette sugli alberi riportano tre visite della Regina Vittoria a Villa Palmieri, nel 1888, 1893 e 1894.

## Luogo del Decameron

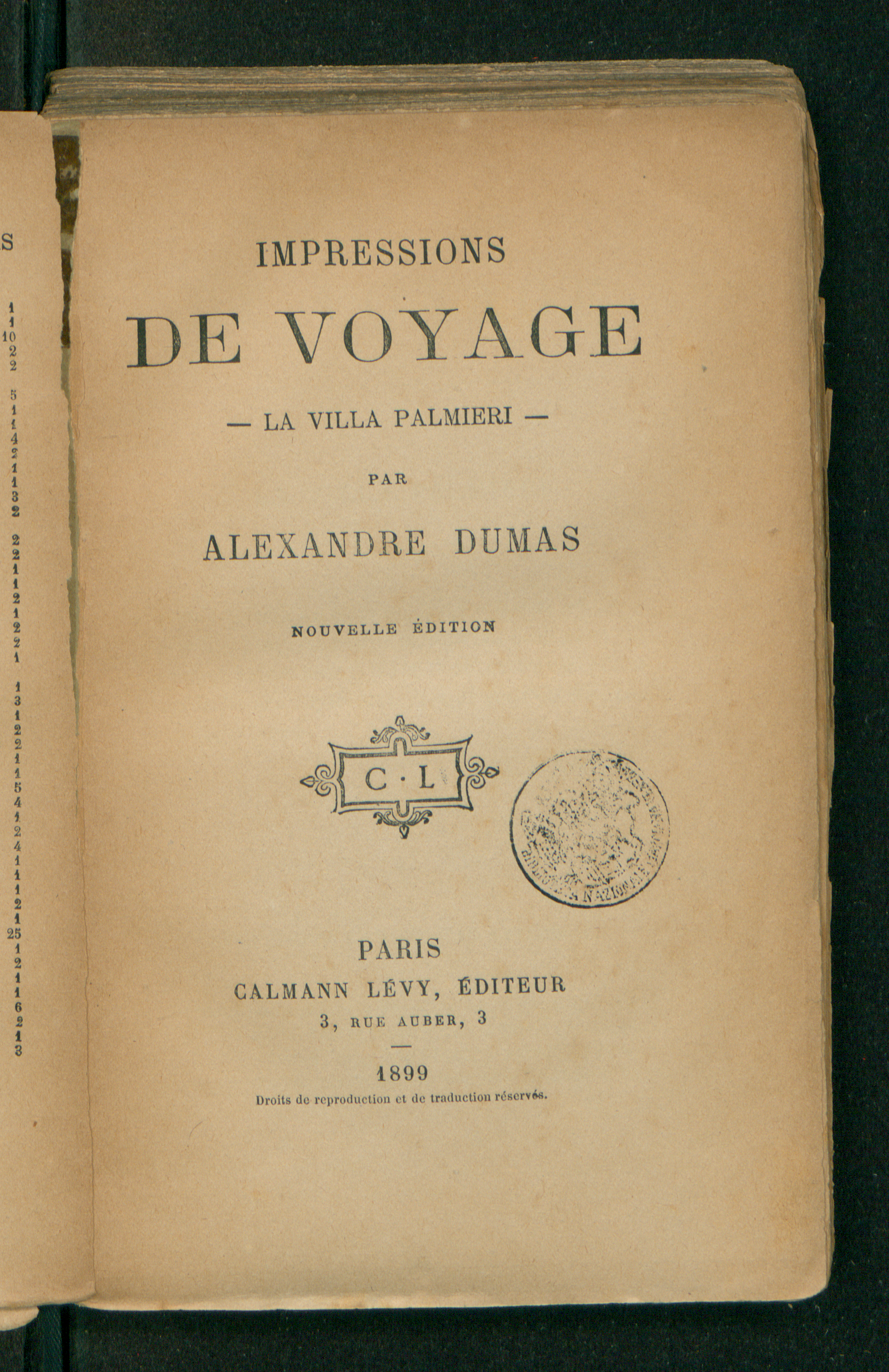
Alexandre Dumas (padre), Impressions de voyage - La villa Palmieri, 1899

Giovanni Boccaccio, nella Terza Giornata del Decameron, descrisse il giardino paradisiaco alle porte di Firenze dove si riunivano i giovani che raccontano le sue novelle. Dalla descrizione pare che il giardino sia affacciato a sud verso Firenze, quindi alle pendici di Fiesole. Non sono molte le ville di origine trecentesca in quella zona e quasi certamente si tratta di villa Palmieri, già all'epoca dotata di ampi poderi, prati e fonti d'acqua descritte dal Boccaccio. La questione è che nel circondario della villa esistevano diversi edifici annessi, a loro volta poi diventate ville, che hanno pari chance della villa principale di aver dato l'ispirazione a Boccaccio. Tra queste ci sono la villa secondaria nel parco di villa Palmieri, oggi detta villa Benelli dal nome della famiglia che vi abita, oppure villa Schifanoia, che un tempo era inclusa tra le proprietà di villa Palmieri.